# 南美川洋子
南美川 洋子（なみかわ ようこ、本名：田島 薫、1950年11月7日 - ）は愛知県名古屋市出身の女優。

## 来歴
1950年11月7日、名古屋市千種区山門町に生まれる。父は名古屋市内で自動車学校を経営していた。
1954〜55年、椙山女学園大学附属幼稚園入園の時期に田島家は山門町から徒歩15分程度の山添町に転居。
1957年、自宅から徒歩5分の名古屋市立田代小学校入学。小学校3年生頃から児童劇団に所属、NHKの番組に出演した。
1963年3月、小学校卒業と同時に田島家は東京の杉並区和田に転居。4月から杉並区立和田中学校に入学、バレーボール部に入部して毎日日が暮れるまで厳しい練習に励んだ。二年時には部長に抜擢された。
1966年4月、私立東京立正高等学校入学。この時期に芸能プロダクションに所属、日本テレビ『シャボン玉ホリデー』（毎週日曜夜6時放映）の番組内コマーシャルに登場するなどした。
1967年5月、ファッションモデルをしている友達とNET（現在のテレビ朝日）に遊びに行き、その年の4月6日から毎週木曜夜8時から放映されていたドラマ『あゝ同期の桜』のプロデューサーから出演の話をもらう。このことが女優デビューのきっかけになった。『あゝ同期の桜』は海軍飛行予備学生十四期会による遺稿集『あゝ同期の桜・帰らざる青春の手記』をドラマ化したもので、ドラマの中で予備学生たちの憧れの女性役を演じ、本名の「田島薫」で6月1日放映の第9話からレギュラー出演した。ロケは茨城県霞ケ浦で行われ、毎週のように出かけて行ったとのことである。
芸能活動本格的開始に伴い、この時期に堀越高校に転校した。
1967年9月2日、大映と専属契約を結び、同4日、永田秀雅副社長から「南美川洋子」の名前をもらう。
「南美川洋子」という芸名は永田秀雅副社長が考案した芸名の中で最良のものと評価されている。
1968年7月27日封切りの『ある女子高校医の記録 妊娠』（弓削太郎監督）でデビュー、準主役であったが、表と裏の顔を持つ校内随一の模範生・田島早苗役を好演、評価を高めた。以後、約2年半の間に"大映ハレンチグループ"による9作品の他に、『千羽鶴』『与太郎戦記』『玄海遊侠伝　破れかぶれ』等、計24作品（一説には26作品）に出演、清純派の美人女優として大映末期のスクリーンを賑わせた。
"大映の性典もの"のなかで清純派のヒロインを演じていたが、実際に堀越高校に通う現役女子高生だった。またこの頃、『高校生ブルース』の主役を依頼されるが、大映重役に渡された台本の内容に全裸シーンや男優との絡みがあることにショックを受け、自ら大映本社に赴き、断った。
1970年12月5日公開の『皆殺しのスキャット』（森一生監督）が大映女優として最後の映画出演となった。
『皆殺しのスキャット』公開中の1970年12月10日、午後2時から東京・京橋の大映本社6階会議室で引退会見を行った。大映とは同年10月1日に契約更改を済ませており、契約更改直後の引退は大映では野添ひとみ以来、2人目であった。引退会見では次のように語っている。
「わたし、3年前大映に入社したとき、永田社長に言われました。“女優としてやっていく気なら結婚なんかするな。結婚するなら仕事はやめてしまえ”。そのことばがいつも胸にあって、やめる決意をしたわけですが、未練はありません。これもわたしの運命で、なるようになったと思っています」
1971年、結婚のため芸能界を引退するが、1977年4月、TBSドラマ『悪妻行進曲』（毎週火曜夜8時放映）で「南美川陽子」と芸名を変えカムバックした。その後、『Gメン'75 』第126話「南シナ海の殺し屋」（1977年10月15日放映）、第127話「マカオの殺し屋」（1977年10月22日放映）にゲスト出演、ヘロイン中毒の香港人歌手・黄麗花を演じた。出演は近藤照男プロデューサーからの直々のオファーであったそうである。
1978年2月27日～9月29日、東海テレビ『続あかんたれ』（第36話 - 第97話）に「達磨堂」の綾役で出演、主人公の秀松（志垣太郎）が秘かに思いを寄せる人妻役を演じて評判になった。この役は、事務所の指示で仲居役のオーディションに出向いたところ、かつての人気女優・南美川洋子が参加していることに驚いた制作側が彼女のためにあらためて用意したものだったとのことである。
女優としての活動期間は短かった。
2016年6月、かつての大映の宣伝部社員のブログで近影がアップされた。
また、2016年12月28日付の『日刊ゲンダイ』にインタビュー記事が掲載された。記事によると、引退後は宝飾店に店長として長年勤務（2015年に退職）。上述のように、映画『高校生ブルース』主演降板の真相などが記されている。
2016年暮れからtwitterを始め、主に現役の頃の思い出や写真・雑誌記事等を投稿し、つぶやいている。
2017年10月22日から12月30日まで、ラピュタ阿佐ヶ谷で モーニングショー「昭和の銀幕に輝くヒロイン 第87弾 南美川洋子」を特集上映。
出演作品から10作品週替わりで上映し、10月22・29日、11月12・26日、12月10・24日にトークショーに出演
。
2017年11月21日発売の映画雑誌『映画秘宝』2018年1月号にインタビュー記事を掲載。
こちらは、デビューのいきさつから増村保造監督との思い出、『高校生ブルース』降板話などを語っている。
なお、インタビューには上述の元大映宣伝部社員・元大映女優の紺野ユカも同席。
2018年6月2日、鎌倉市川喜多映画記念館で催される「映画談話室」に出演。『千羽鶴』出演時のエピソードを中心に語っている。
2018年10月17日  東京・シネマヴェーラ渋谷の特集上映「映画は大映、ヴェーラも大映」で『玄海遊侠伝 破れかぶれ』上映前のトークショーに出演。
2019年6月、Salidaホームページに 「南美川洋子 Salidaインタビュー」 が掲載される。
2020年12月21・22日、BSフジのクイズ番組『クイズ!脳ベルSHOW』に出演。ドラマを除いては50年ぶりのテレビ出演となった。
また、2023年10月30日・11月6日に再び出演している。

## 出演作

### 映画
全て大映映画。
- 1968年
  - ある女子高校医の記録 妊娠（7月27日封切）田島早苗 役
  - フリーセックス 十代の青い性（9月7日封切）中根晴美 役
  - 高校生芸者（9月21日封切）咲子 役
  - ある女子高校医の記録 初体験（10月30日封切）大宮麻子 役
  - 積木の箱（10月30日封切）津島百合 役
  - 続・セックスドクターの記録（11月30日封切）五条ミツ 役
- 1969年
  - ある女子高校医の記録 失神（1月11日封切）神永夏江 役
  - 千羽鶴（4月19日封切）稲村ゆき子役
  - ある見習い看護婦の記録 赤い制服（4月19日封切）志村さと子 役
  - ダンプ・ヒップ・バンプ くたばれ野郎ども（5月17日封切）ヒップ 役
  - 与太郎戦記（7月12日封切）千恵子 役
  - ある女子高校医の記録 続・妊娠（7月26日封切）高倉ますみ 役
  - 尻啖え孫市（9月13日封切）加乃 役
  - 続・与太郎戦記（9月13日封切）千恵子 役
  - 二代目若親分（11月1日封切）恵子 役
  - あゝ陸軍隼戦闘隊（11月1日封切）立花圭子 役
  - 眠狂四郎卍斬り（12月20日封切）理江 役
  - 新・与太郎戦記（12月27日封切）千恵子 役
- 1970年
  - 忍びの衆（2月7日封切）小弓 役
  - 玄海遊侠伝 破れかぶれ（2月21日封切）おふじ 役
  - 高校生番長（5月1日封切）坂井美穂 役
  - 十代の妊娠（7月1日封切）小松節子 役
  - 高校生番長 棒立て遊び（9月12日封切）今井京子 役
  - 皆殺しのスキャット（12月5日封切）早坂圭子 役

### テレビドラマ
- 青島幸男のおお！ながら君（1967年　TBS）※田島薫名義
- あゝ同期の桜（1967年　NET）※田島薫名義
- 秘密指令883 (1967~68年  フジテレビ・大映テレビ室) 第18話「吹雪の決闘」（1968年2月13日放映）
- 椿の散るとき（1970年10月15日 – 1971年1月7日　TBS）
- 悪妻行進曲（1977年4月12日 – 6月28日　TBS）※南美川陽子名義
- Gメン'75 (TBS・東映)  第126話「南シナ海の殺し屋」- 第127話「マカオの殺し屋」（1977年10月15日、22日放映）※南美川陽子名義
- 続あかんたれ（1978年2月27日 – 9月29日　東海テレビ）　第36話～第97話 ※南美川陽子名義
- HOTEL 第3シリーズ　第22話（1994年、TBS）

### バラエティ
- クイズ!脳ベルSHOW（BSフジ）
  - （2020年12月21日・22日） - ゲスト
  - （2023年10月30日・11月6日） - ゲスト
  - （2025年4月21日・28日） - ゲスト